# Ischnopopillia ikrami
Ischnopopillia ikrami är en skalbaggsart som beskrevs av Abdullah och Roohi 1969. Ischnopopillia ikrami ingår i släktet Ischnopopillia och familjen Rutelidae. Inga underarter finns listade i Catalogue of Life.